# Liberdade (barrio de São Paulo)
Liberdade es un barrio turístico de la ciudad de São Paulo, situado en el distrito de Liberdade y parte del distrito de Sé. Es conocido como la concentración más grande de la comunidad japonesa en la ciudad, que, a su vez, reúne a la comunidad japonesa más grande del mundo fuera de Japón

## Inicio de la colonización japonesa
Conocido por ser un barrio de orientales, Liberdade era originalmente un barrio de negros. Albergó una organización de esclavos y descendientes como la Frente Negra Brasileña y más tarde el Paulistano de Gloria que fue una Unión Nacional que se convirtió en una escuela de samba y fue conducida por el cantante Geraldo Filme.
La presencia japonesa en el barrio comienza cuando en 1912 los inmigrantes japoneses comenzaron a residir en la ruta Conde de Sarzedas, inclinada, donde en la parte baja había un arroyo y una área de tierras bajas.
Una de las razones para que esta calle es que casi todos los edificios tenían sótanos, y los alquileres de habitaciones en el sótano fueron increíblemente baratos. En estas habitaciones vivían pocos grupos de personas. Para esos inmigrantes, ese pequeño rincón de la ciudad de São Paulo significaba la esperanza de días mejores. Por ser un barrio central, a partir de ahí podrían moverse fácilmente a los lugares de trabajo.
Ya en esa época comenzaron a surgir las actividades comerciales: una casa de huéspedes, un emporio, una casa que fabricaba tofu (queso de soja), otra que fabricaba manju (dulce japonés) y también firmas agenciadoras de empleos, formando así la “calle de los japoneses”.

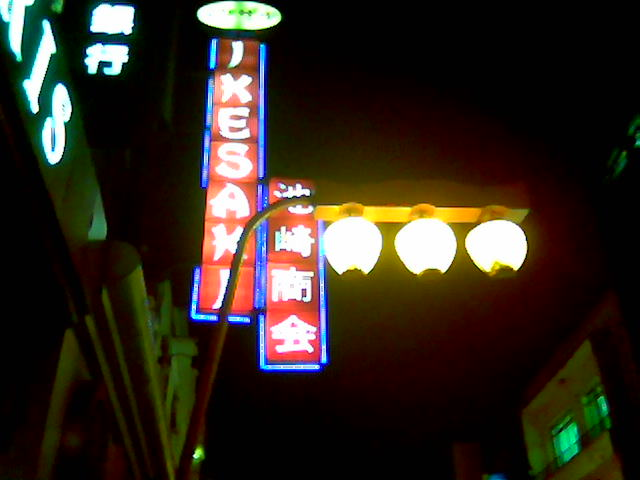
Letreros orientales.

En 1915 fue fundada la Taisho Shogakko (Escuela Primaria Taisho), que ayudó en la educación de los hijos de japoneses, entonces en número aproximado de 300 personas.
En 1932 eran cerca de 2 mil los japoneses en la ciudad de São Paulo. Ellos venían directamente de Japón y también del interior, después de concluir el contrato de trabajo en la agricultura. Todos venían en búsqueda de una oportunidad en la ciudad. Cerca de 600 japoneses vivían en la calle Conde de Sarzedas. Otros vivían en las calles HermanaSimpliciana, Tabatinguera, Conde del Pinhal, Consejero Furtado, de los Estudiantes y Tomás de Lima (hoy Mituto Mizumoto), donde en 1914 fue fundado el Hotel Ueji, pionero de los hoteles japoneses en São Paulo.
Los japoneses trabajaban en más de 60 actividades, pero casi todos los establecimientos funcionaban para atender a la coletividad nipo-brasileña.
En 12 de octubre de 1946 fue fundado el periódico São Paulo Shimbun, la primera posguerra entre los nikkeis. El 1 de enero de 1947 fue la vez del Periódico Paulista. El mismo año fue inaugurada la Librería Sol (Taiyodo), aún hoy presente en el barrio de Liberdade, que pasa a importar libros japoneses a través de Estados Unidos. La agencia de viajes Tunibra inicia las actividades el mismo año.
Una orquesta formada por el profesor Masahiko Maruyama hace su primer concierto de posguerra en marzo de 1947, en el auditorio del Centro del Profesorado Paulista, en la Avenida Libertade.

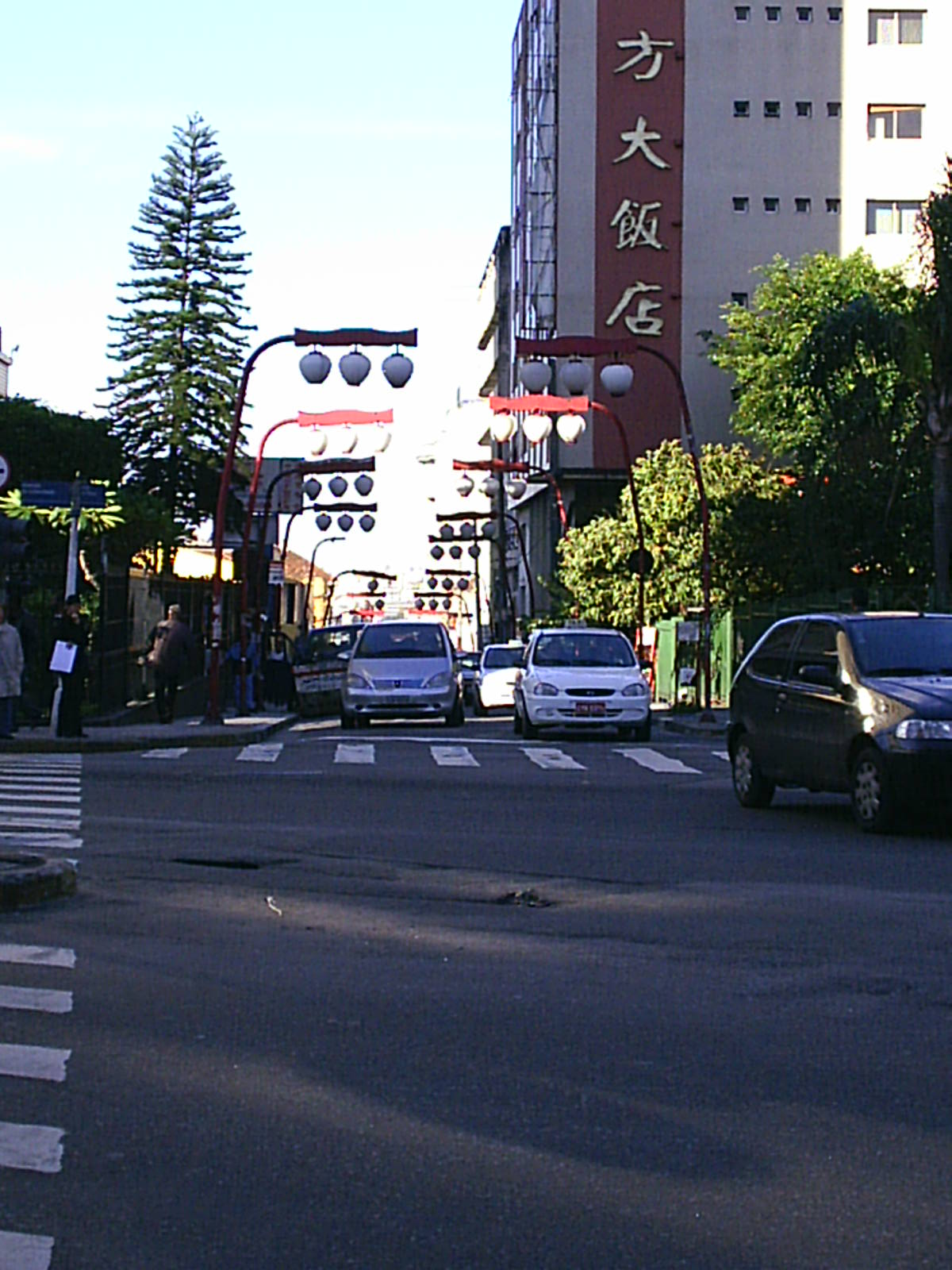
Vista de una de las calles del barrio de Liberdade.

En 23 de julio de 1953, Yoshikazu Tanaka inauguró en la calle Galvão Bueno un edificio de 5 pisos, con salón, restaurante, hotel y una gran sala de proyección en la planta baja, para 1.500 espectadores, bautizado como Cine Niterói. Eran exhibidos semanalmente películas diferentes producidas en Japón, para el entretenimiento de los japoneses de São Paulo.
La calle Galvão Bueno pasa a ser el centro del barrio japonés, creciendo alrededor del Cine Niterói, habiendo recibido parte de los comerciantes expulsados de la calle Conde de Sarzedas. Era allí que los japoneses podían encontrar un rinconcito de Japón y matar saudades de la tierra natal. En su apogeo, funcionaban en la región los cines Niterói, Nippon (en la calle Santa Lucía – actual sede de la Asociación Aichi Kenjin kai), Joia (en la plaza Carlos Gomes – hoy casa de shows) y Tokyo (calle Son Joaquim – también iglesia).
En abril de 1964 fue inaugurado el edificio de la Asociación Cultural Japonesa de São Paulo (Bunkyô) en la esquina de las calles San Joaquin y calle Galvão Bueno.

## La nueva urbanización
El año de 1968 representó el inicio de los cambios en el barrio. La Diametral Leste-Oeste obligó al Cine Niterói, marco inicial de la prosperidad del barrio, a cambiarse para la esquina de la Avenida Liberdade con la Calle Barão de Iguape (actualmente funciona en el local el Hotel Barão Lu). La calle Consejero Furtado, que era estrecha, fue ensanchada, disminuyendo la fuerza comercial del local. Además de eso, con la construcción de la Estación Liberdade del metro, en la década de 1970, algunos puntos comerciales de la Calle Galvão Bueno y de la Avenida Libertad desaparecieron.
Liberdade dejó de ser un reducto exclusivo de los japoneses. Muchos dejaron de residir en la región, manteniendo sólo sus establecimientos comerciales. Con eso, el barrio pasó a ser buscado también por chinos y coreanos, lo que hizo con que el barrio no fuera sólo conocido como el "barrio japonés", sino también como el "barrio oriental" de São Paulo.
Además de tiendas, restaurantes y bares orientales, el barrio pasó a ofrecer otros puntos de interés. La Plaza de Liberdade es utilizada como escenario para manifestaciones culturales, como el bon odori, danza folclórica japonesa. Los escenarios de los cines japoneses pasaron a recibir también artistas y cantantes japoneses.
Gracias a la iniciativa de la Asociación de Liberdade, el barrio recibió una decoración de estilo oriental, con la instalación de lámparas suzurantõ. En 1973, Liberdade fue vencedora del concurso de decoración de calles de las fiestas navideñas.

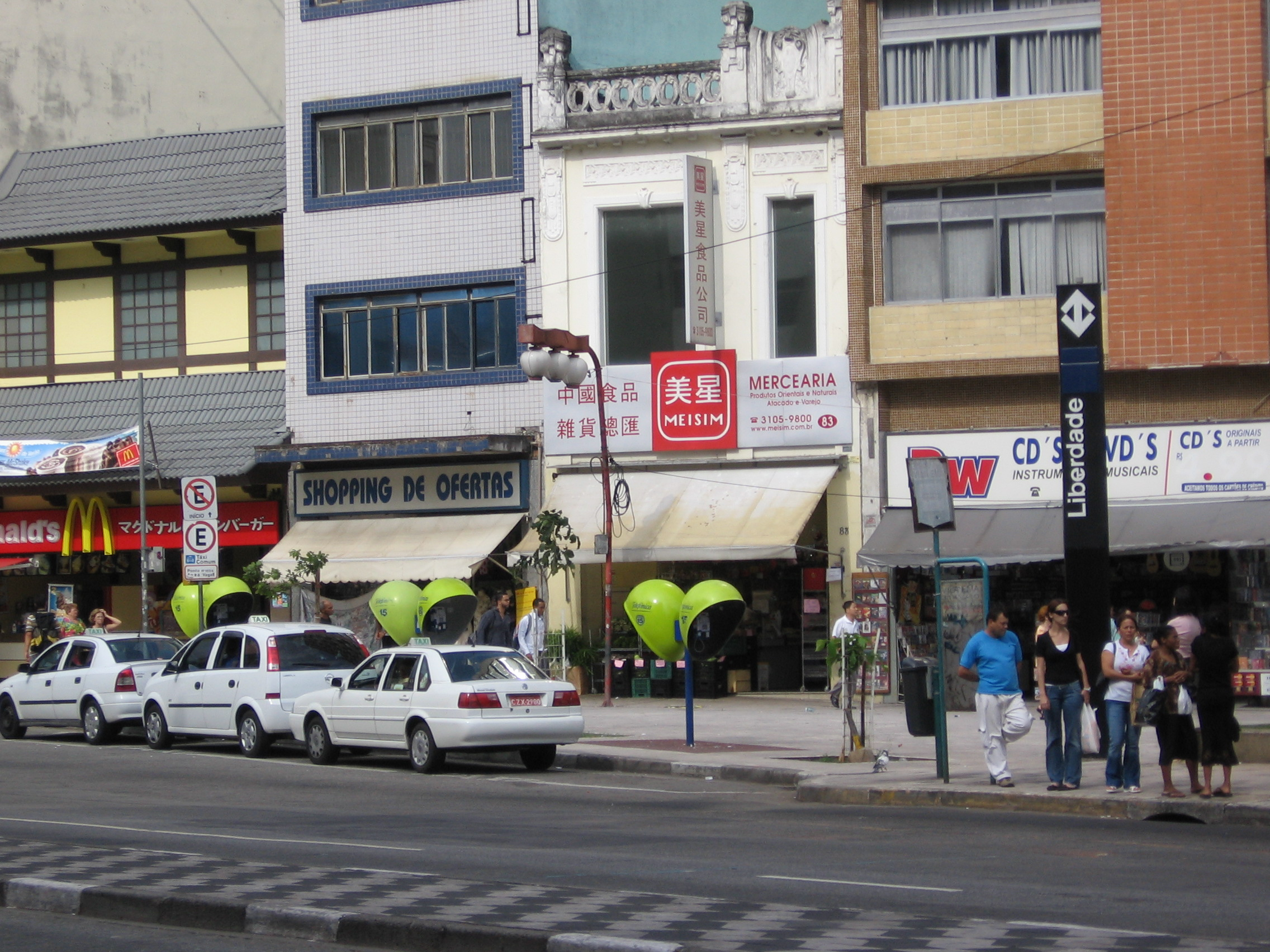
Tiendas del barrio.

En 28 de enero de 1974, la Asociación de Confraternizacion de los Inquilinos pasó a ser llamada oficialmente de Asociación de los Inquilinos de Liberdade. Su primer presidente, Tsuyoshi Mizumoto, buscó la caracterización del barrio oriental. La Feria Oriental pasó a ser organizada en las tardes de domingo, con puestos de comida típica y de artesanía, en la Plaza de Liberdade.
El 18 de junio de 1978, por ocasión de la conmemoración de los 70 años de la inmigración japonesa en Brasil, se inició la práctica del Radio Taissô, en la Plaza de Liberdade. Son decenas de personas que hacen una sesión diaria de ginástica.
En las décadas de 1980 y 1990, pequeños cambios ocurrieron en el barrio. Las casas nocturnas fueron gradualmente sustituidas por karaokes, una nueva manía que comenzaba a tomar cuenta del barrio. Actualmente, el barrio es conocido como un barrio turístico. La calle Galvão Bueno, la calle San Joaquín y la Plaza de Liberdade son puntos del barrio que transmiten mejor la presencia japonesa. El barrio atrae muchos japoneses y nipo-brasileños por el comercio de ropas, alimentos, utensilios, fiestas típicas, entre otros, atrayendo también nipodescendentes.

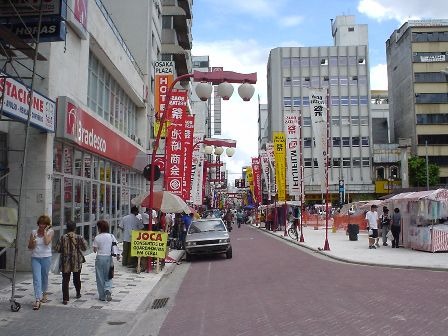
Comercio.

## Fiestas típicas
El barrio aun guarda mucho la tradición japonesa y oriental a través de las fiestas típicas que se realizan a lo largo del año según el calendario abajo.
Enero:

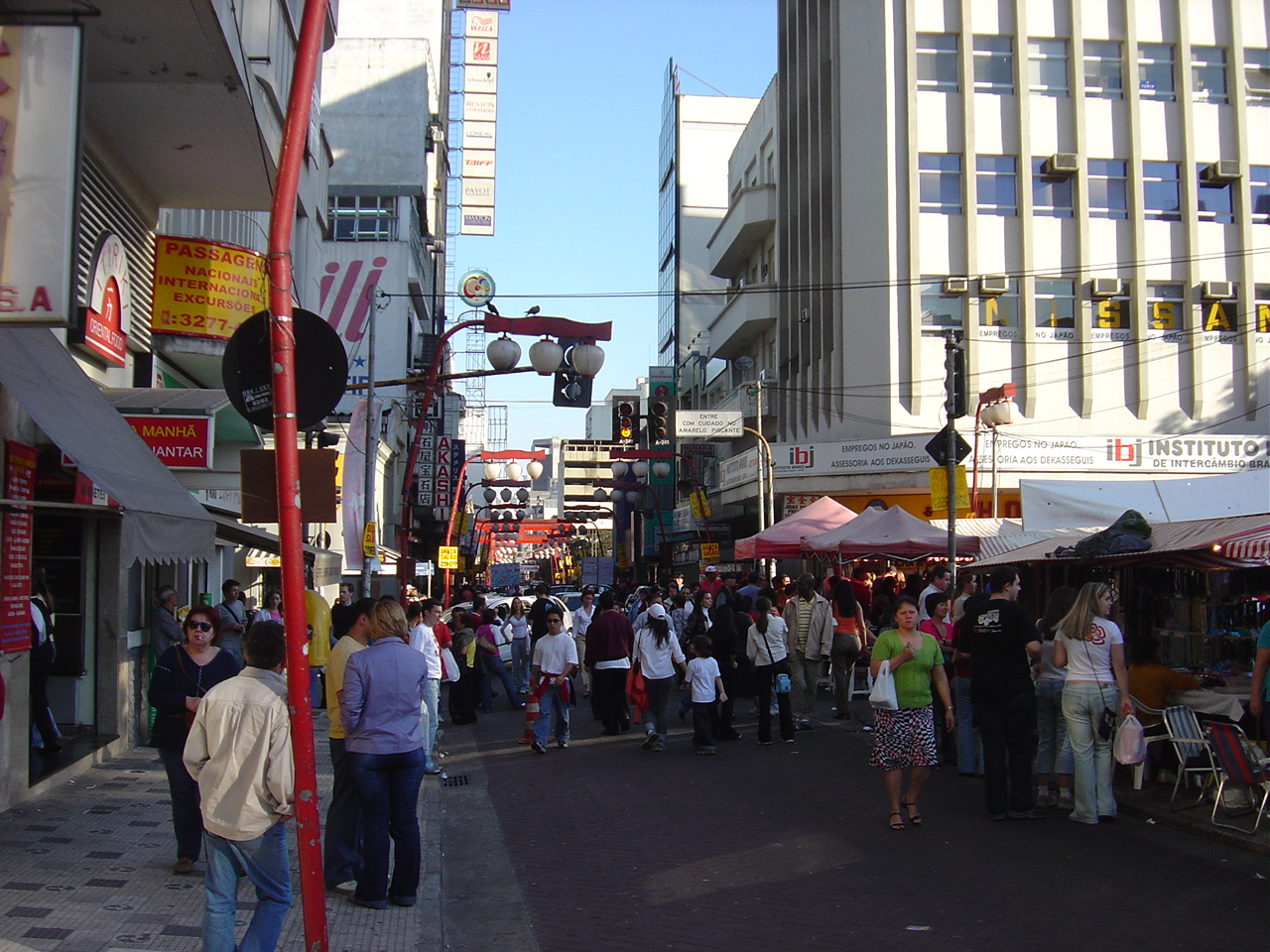
Las famosas ferias realizadas en la región.

- Año Nuevo Chino. En el inicio del año es realizada la conmemoración del año nuevo chino. Presentación de manifestaciones culturales típicas de oriente son presentadas, y son deseadas las buenas venidas al año nuevo.

Abril:
- Hanamatsuri. Es el Festival de las Flores, realizado en conjunto con la Federación de las Sectas Budistas. El desfile del grande elefante blanco cargando el pequeño Buda acontece el sábado.

Junio:
- Campeonato de sumo de Liberdade. Gran campeonato con atletas de todo el país. Se realiza aquí la selección de los atletas juveniles que representarán a Brasil en el campeonato mundial de sumo. La arena (dohyo) y las gradas son montadas en plena Plaza de Liberdade.

Julio:
- Tanabata Matsuri. Es el Festival de las Estrellas, realizado en conjunto con la Asociación Miyagui Kenjinkai. Las principales calles del barrio son adornadas con bambú y grandes adornos de papel simbolizando las estrellas. Los visitantes colocan un pedazo de papel con pedidos.

Diciembre:
- Toyo Matsuri. Es el Festival Oriental. Presentación de varias manifestaciones culturales del oriente. El barrio recibe el Nobori, coloridas banderas verticales.

- Moti Tsuki, el Festival de Fin de Año. Lo arroz es machacado en un mortero para la confección del moti (pastel de arroz) que es distribuido a los presentes para dar suerte. Siempre el día 31 de diciembre.

## Puntos turísticos
- Feria de Liberdade
- Museo Histórico de la Inmigración Japonesa en Brasil
- Templo Busshinji Comunidad Soto Zen Shu
- Templo Quannin de Brasil

## Galería de fotos

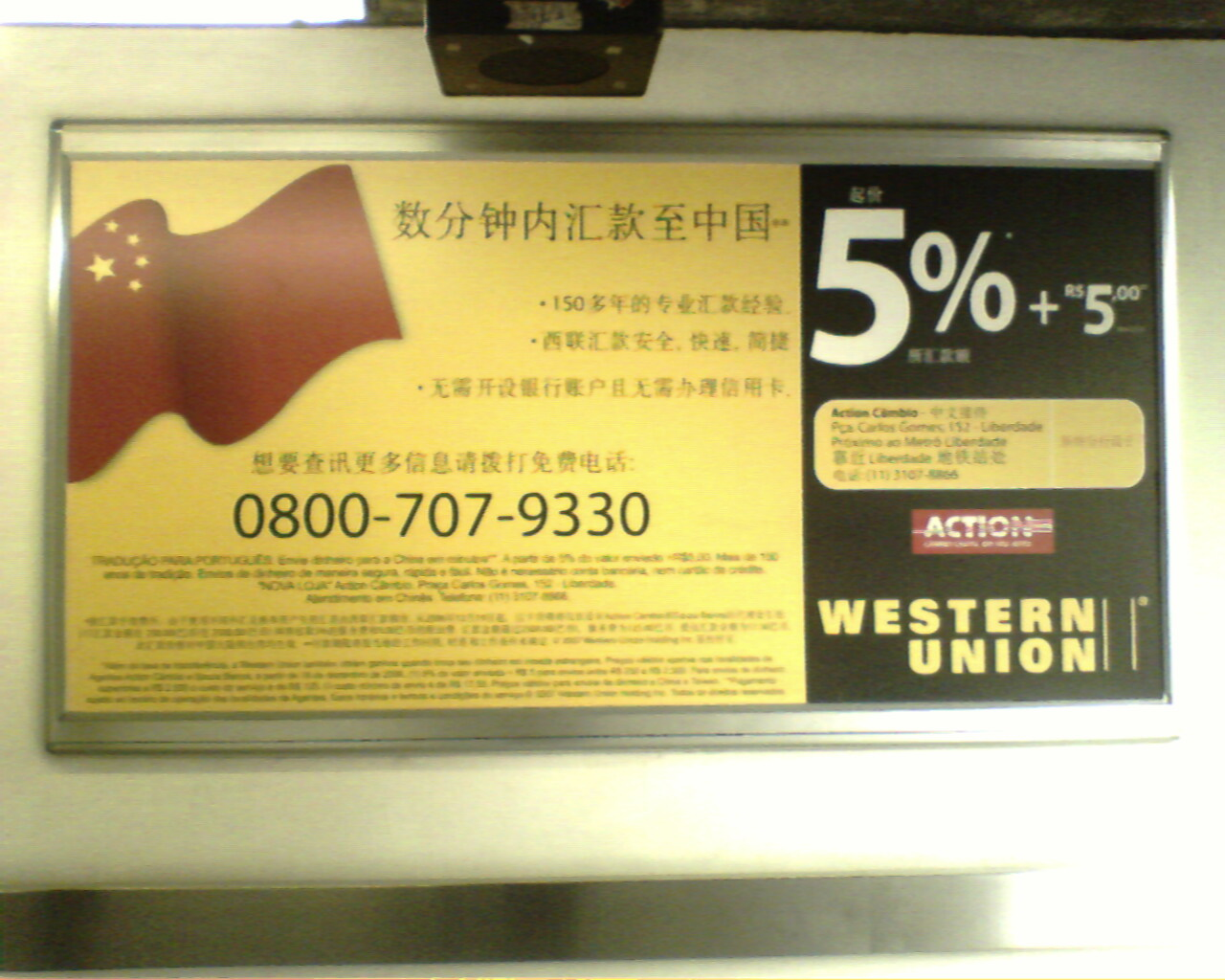
Bandera en lengua china en la estación de metro del Barrio de la Liberdade.
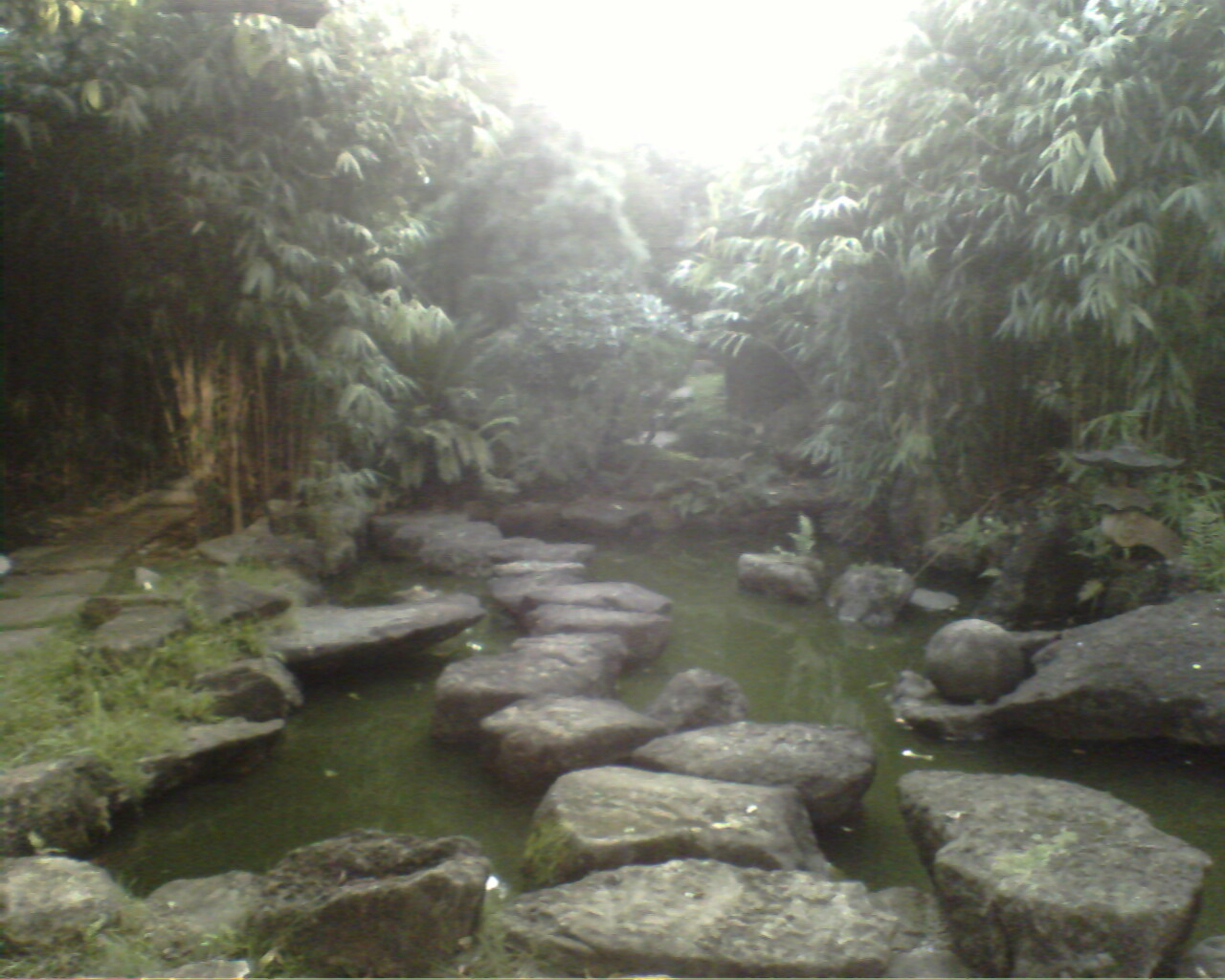
Jardín Oriental, localizado en la Calle Galvão Bueno, una de las principales del Barrio de Liberdade.
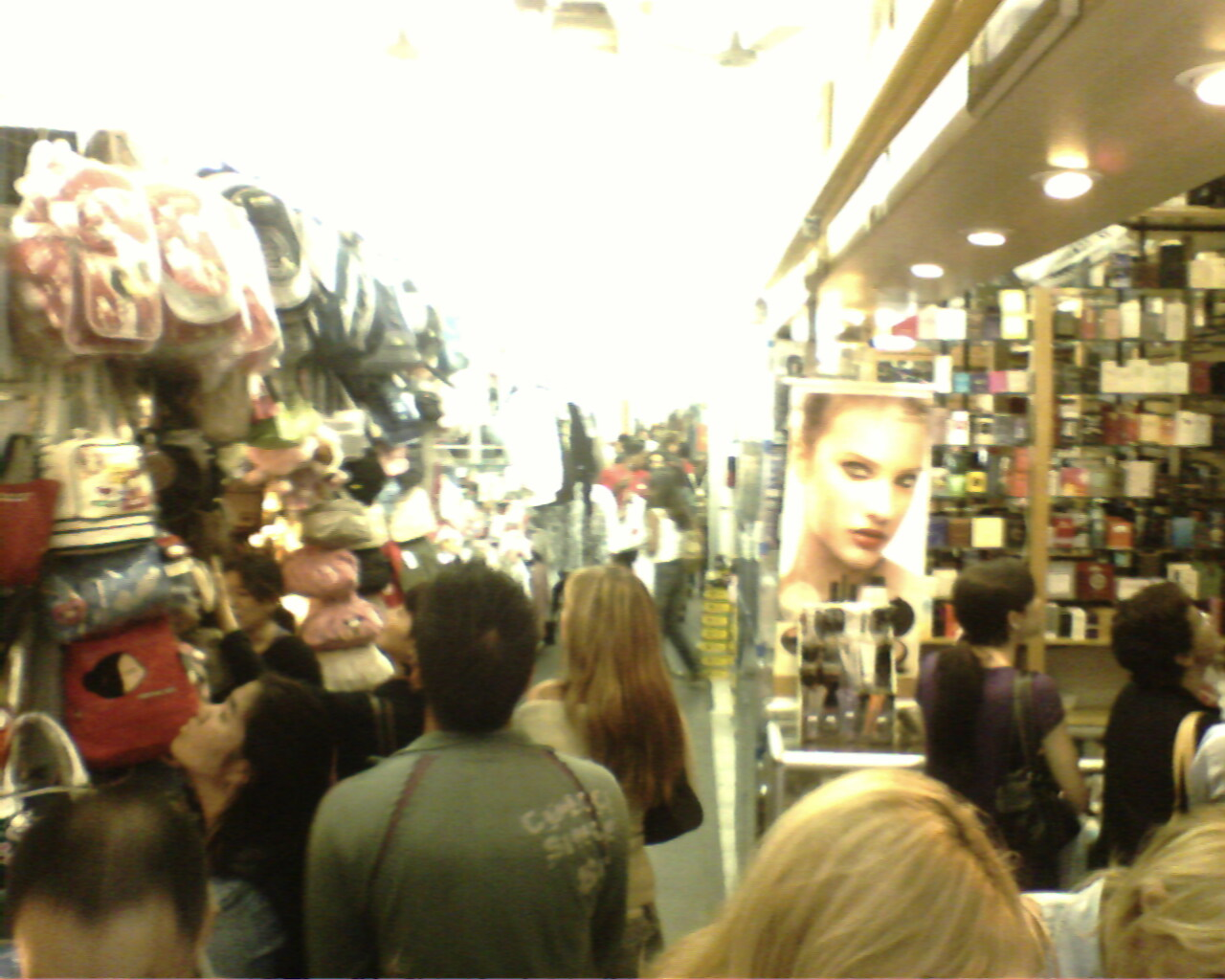
Mercado de productos variados, orientales y occidentales, en la Liberdade.
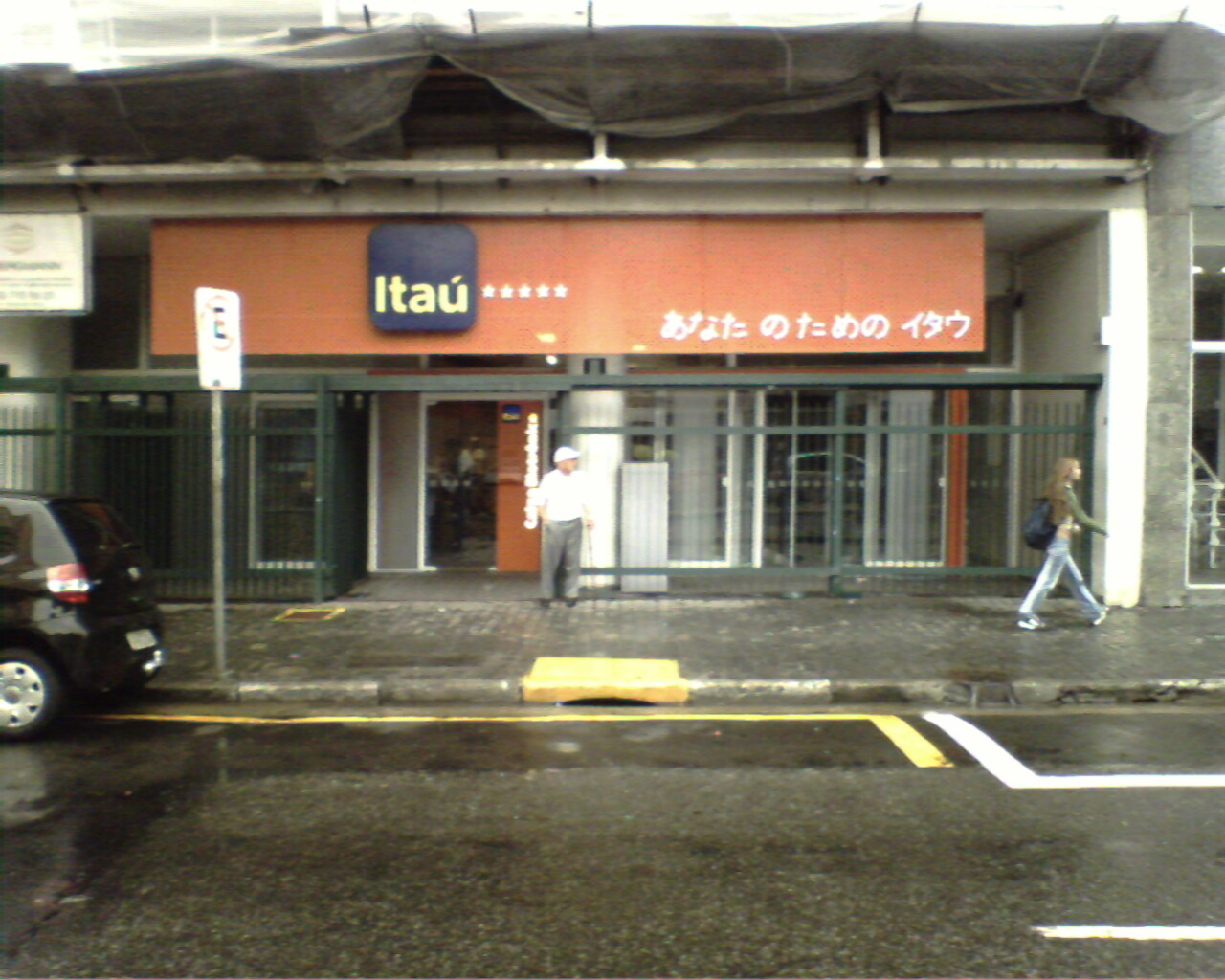
Fachada de banco con eslogan escrito en lengua japonesa: あなたのためのイタウ (Anata no tame en Itau, "Itaú para usted").
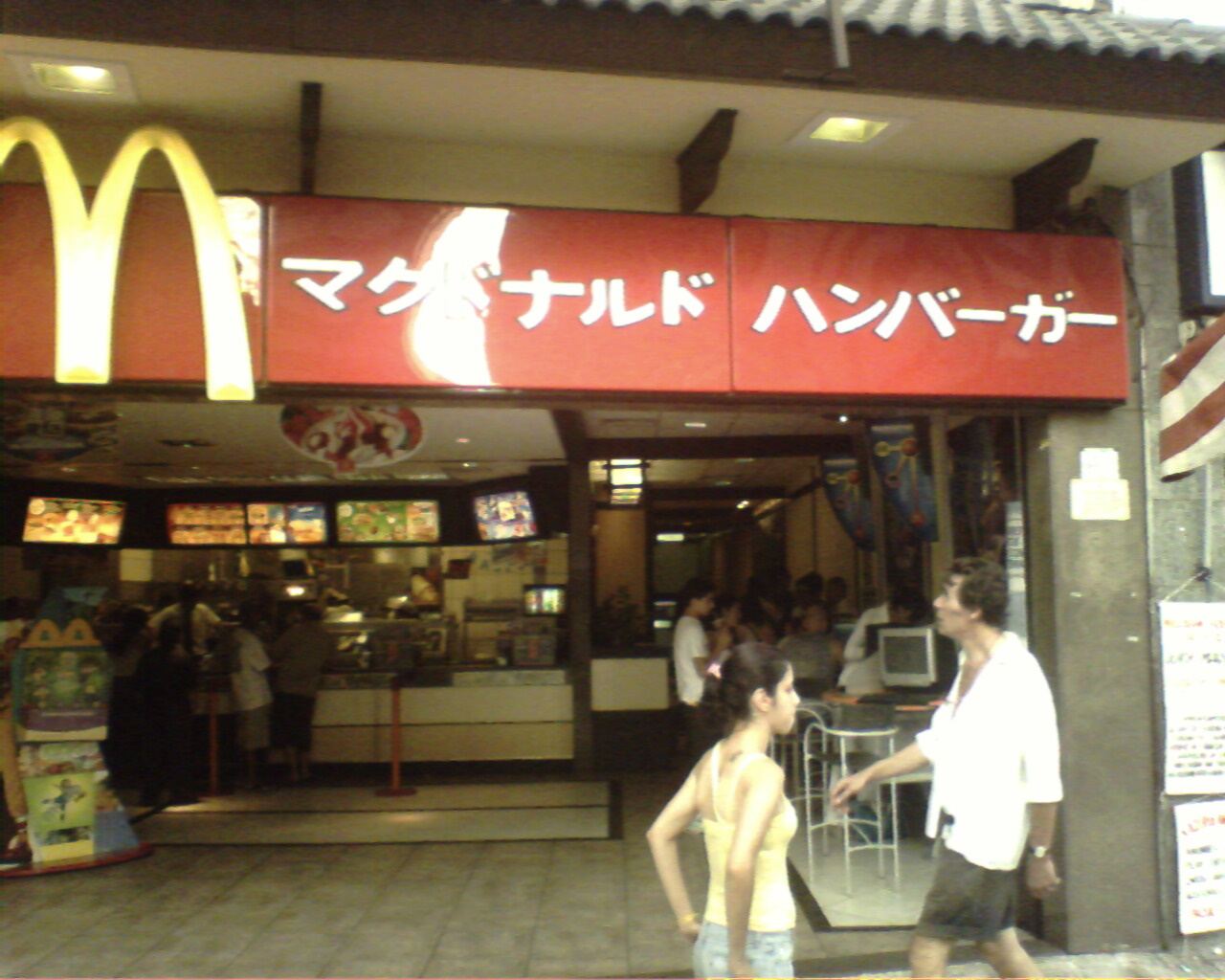
Antigua fachada de McDonald's escrita en katakana: マクドナルド ハンバーガー (Makudonarudo Hanbāgā, "Hamburguesas McDonald's").
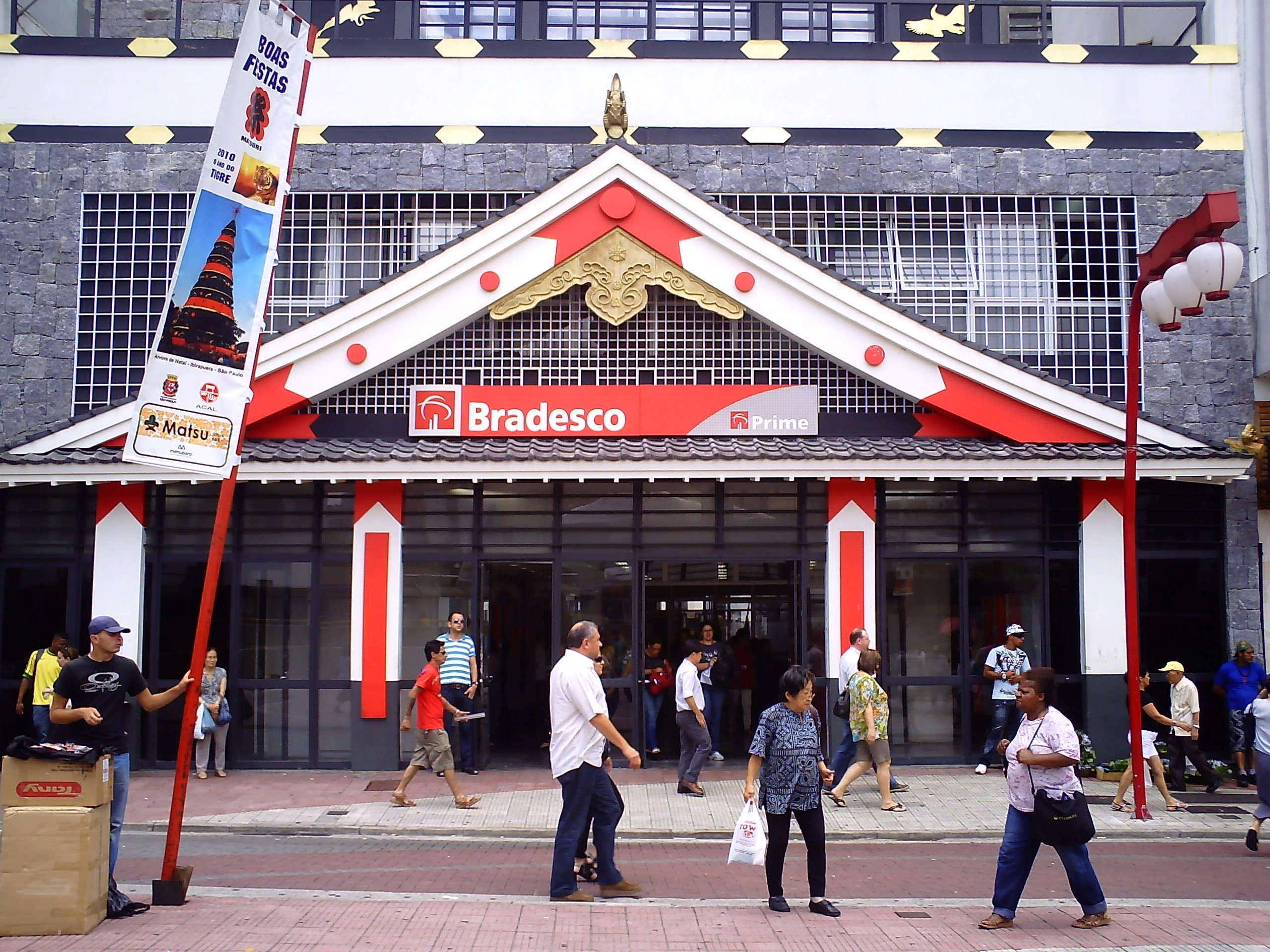
Fachada del banco Bradesco con motivos orientales.